# Proterebia fidena
Proterebia fidena är en fjärilsart som beskrevs av Hans Fruhstorfer 1918. Proterebia fidena ingår i släktet Proterebia och familjen praktfjärilar. Inga underarter finns listade i Catalogue of Life.